# Саранді-Гранде
Саранді-Гранде (ісп. Sarandí Grande) — місто на північному заході департаменту Флорида, у центральній частині Уругваю.

## Історія
Саранді-Гранде був заснований у жовтні 1874 року як населений пункт при залізничній станції. Отримав статус Містечка (ісп. Villa) — 15 жовтня 1923 року, а статус Міста (ісп. Ciudad) та своє теперішнє ім'я 1 липня 1956 року.

## Географія
Місто знаходиться на північно-західній частині департаменту, на висоті 120-и метрів над рівнем моря. Саранді-Гранде розташований на відстані близько 40 км на північ від Флориди — адміністративного центру департаменту, та на 120 км від Монтевідео — столиці Уругваю.

## Населення
Населення за даними 2011 року становить 6 362 осіб.
| Рік  | Населення |
| ---- | --------- |
| 1908 | 3 579     |
| 1963 | 5 295     |
| 1975 | 5 545     |
| 1985 | 5 379     |
| 1996 | 5 635     |
| 2004 | 6 362     |
| 2011 | 6 130     |

Джерело: Instituto Nacional de Estadística de Uruguay

## Економіка
В основі економіки міста лежить молочне тваринництво та сільське господарство.